# Avenida Carlos III (Pamplona)
La Avenida Carlos III o Avenida Carlos III, el Noble, es una importante vía del Segundo Ensanche de Pamplona, capital de Navarra. Nacida en 1923, lleva el nombre de Carlos III de Navarra en homenaje a la figura que propició el Privilegio de la Unión (1423). Es uno de los dos ejes principales, junto con la perpendicular Avenida de la Baja Navarra, que vertebran este barrio pamplonés y su trazado nace en la Plaza del Castillo.

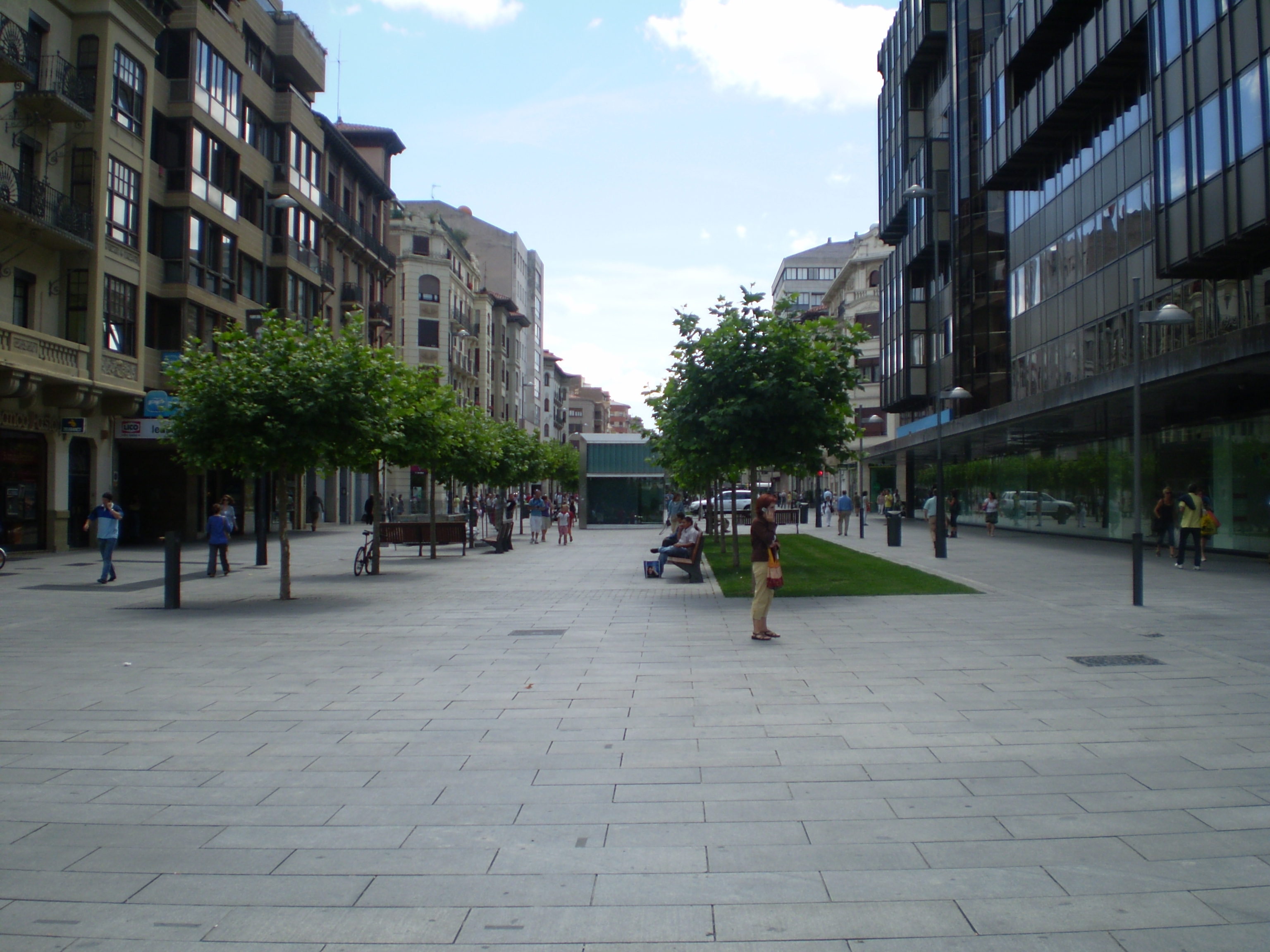
Vista de la Avenida Carlos III de Pamplona hacia el sur.

## Contexto histórico
Con el proyecto del nacimiento del Segundo Ensanche de Pamplona, surgió la necesidad de derribar la plaza de toros situada junto a la plaza del Castillo, tras construir la actual, y trasladar el edificio del Teatro Gayarre entonces cerrando la plaza y situado entre el Palacio de Navarra y el edificio del Crédito Navarro. Entre 1931 y 1932 se derriba el Teatro Gayarre y se abre la plaza del Castillo por el lado meridional. Pero, coincidiendo con el V centenario del Privilegio de la Unión (1423), el Ayuntamiento de Pamplona en junio de 1923 inauguró oficialmente esta nueva vía con el nombre del rey Carlos III el Noble.

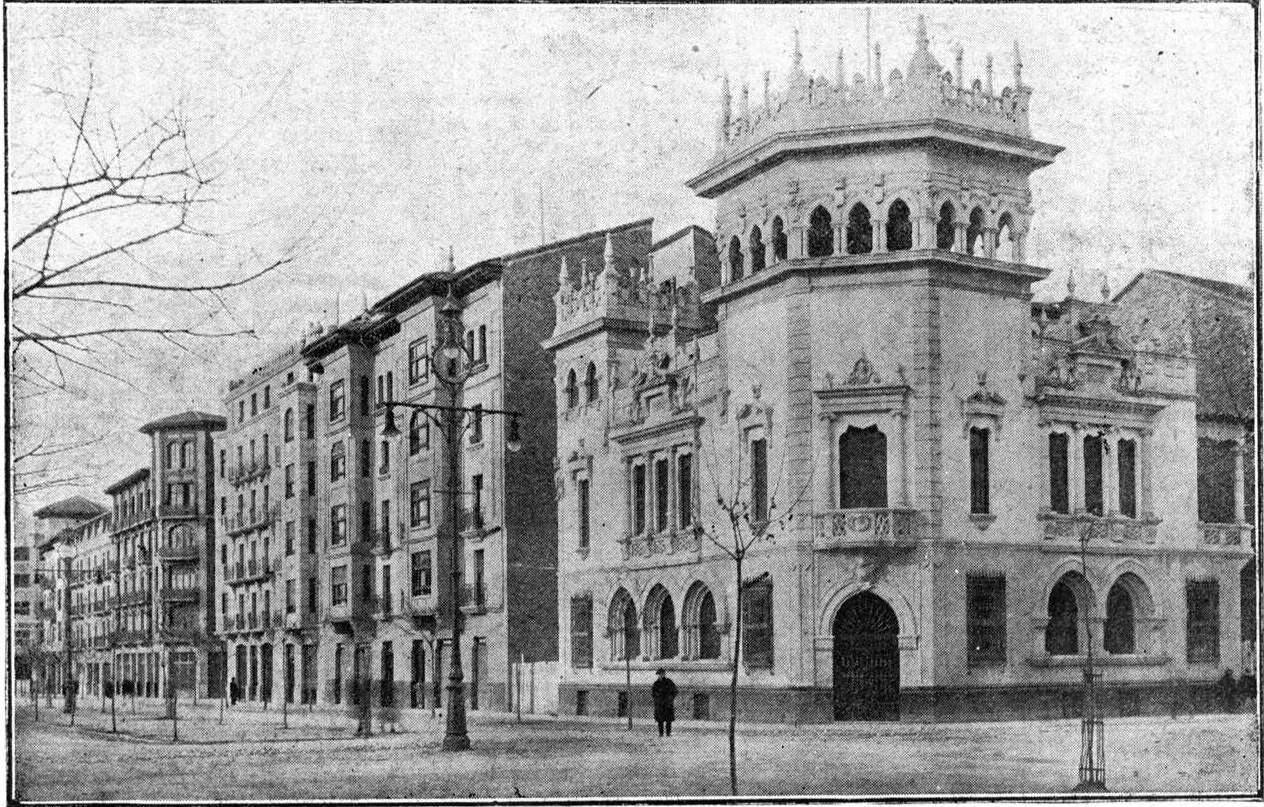
Vista parcial de la Avenida de Carlos III el Noble, en el nuevo Ensanche de la ciudad. Foto: Aquilino García Deán (1927)

## Avenida
Esta avenida o vía urbana larga, rectilínea y ancha, es uno de los dos ejes principales que ordenan el plano del Segundo Ensanche de Pamplona. La otra vía es la avenida Baja Navarra que cruza diagonalmente este ensanche pamplonés. Tiene una longitud de 980 m. Comenzando al norte de la ciudad, a partir del Casco Antiguo (en concreto, de la plaza del Castillo) y termina hacia el sur en la Plaza de la Libertad, antiguamente conocida como Plaza de Conde Rodezno. 
En mitad de su recorrido está la circular plaza de Merindades con su fuente en su centro. La avenida Carlos III está peatonalizada, salvo en la plaza de Merindades, y mantiene un notable carácter comercial, con numerosos establecimiento a ambos lados, además de edificios culturales, bancarios y oficiales de instituciones navarras, por ejemplo: el Palacio de Navarra, Teatro Gayarre, la sede de la Fundación Caja Navarra, y, finalmente Monumento a los Caídos, etc.

## Vías de intersección
De norte a sur las vías de intersección son:
| - Calle del Duque de Ahumada - Calle Cortes de Navarra - Avenida Roncesvalles - Calle Emilio Arrieta - Calle Leyre - Calle de los Teobaldos | - Avenida Baja Navarra - Calle San Fermín - Calle Tafalla - Calle Felipe Gorriti - Calle Castillo de Maya - Calle Iturralde y Suit - Calle González Tablas |

## Edificios y monumentos de interés
En la avenida de Carlos III se encuentran los siguientes edificios y monumentos destacables, de norte a sur:
| - Plaza del Castillo - Monumento a Carlos III el Noble - Palacio de Navarra - Teatro Gayarre - Monumento al encierro | - Sede del Banco de Navarra - Plaza Merindades - Iglesia de San Antonio - Plaza de la Libertad - Monumento a los Caídos |

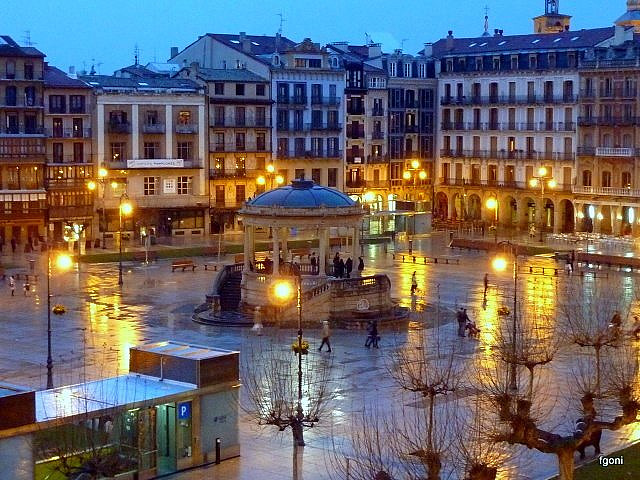
Plaza del Castillo
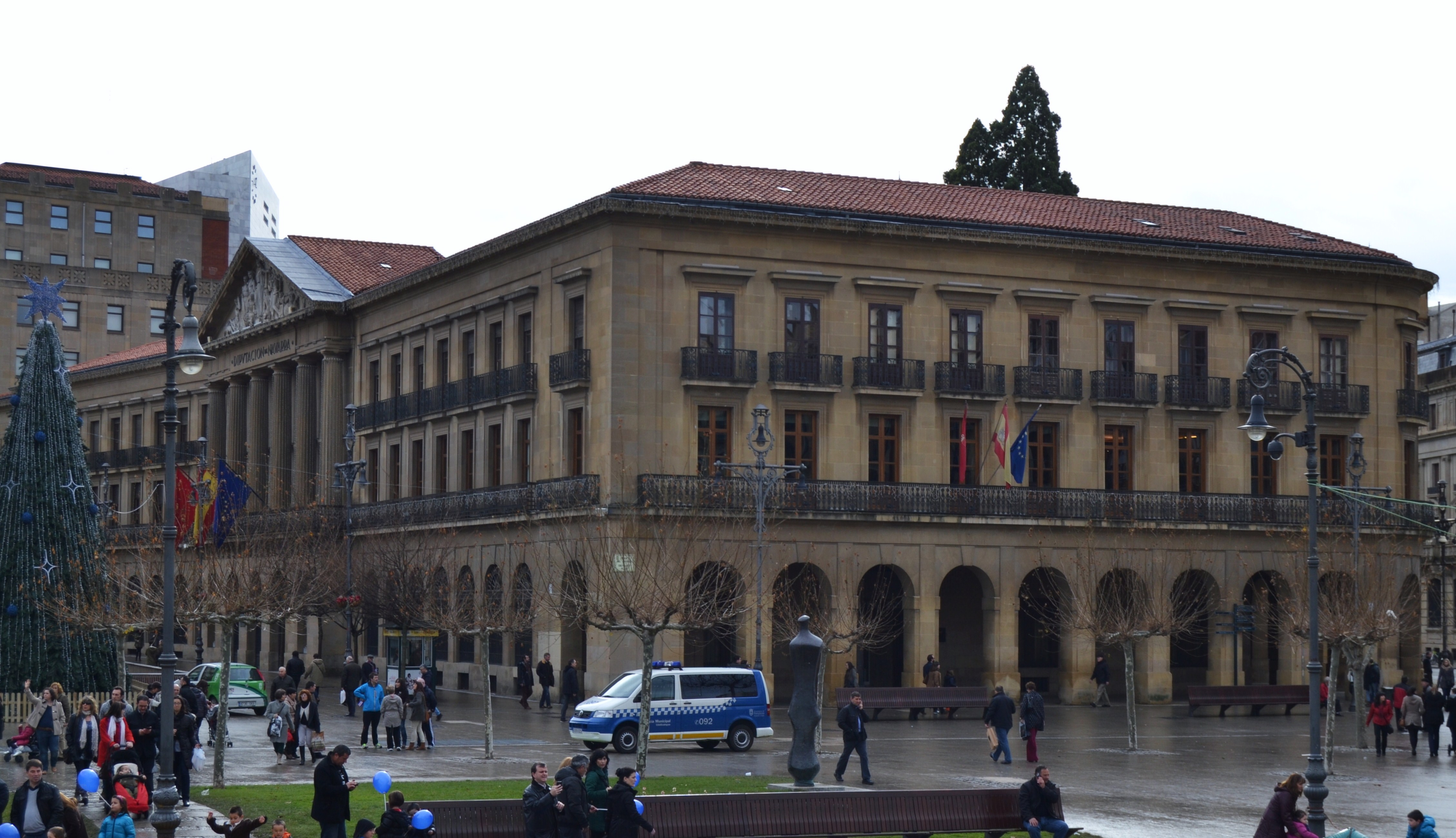
Palacio de Navarra
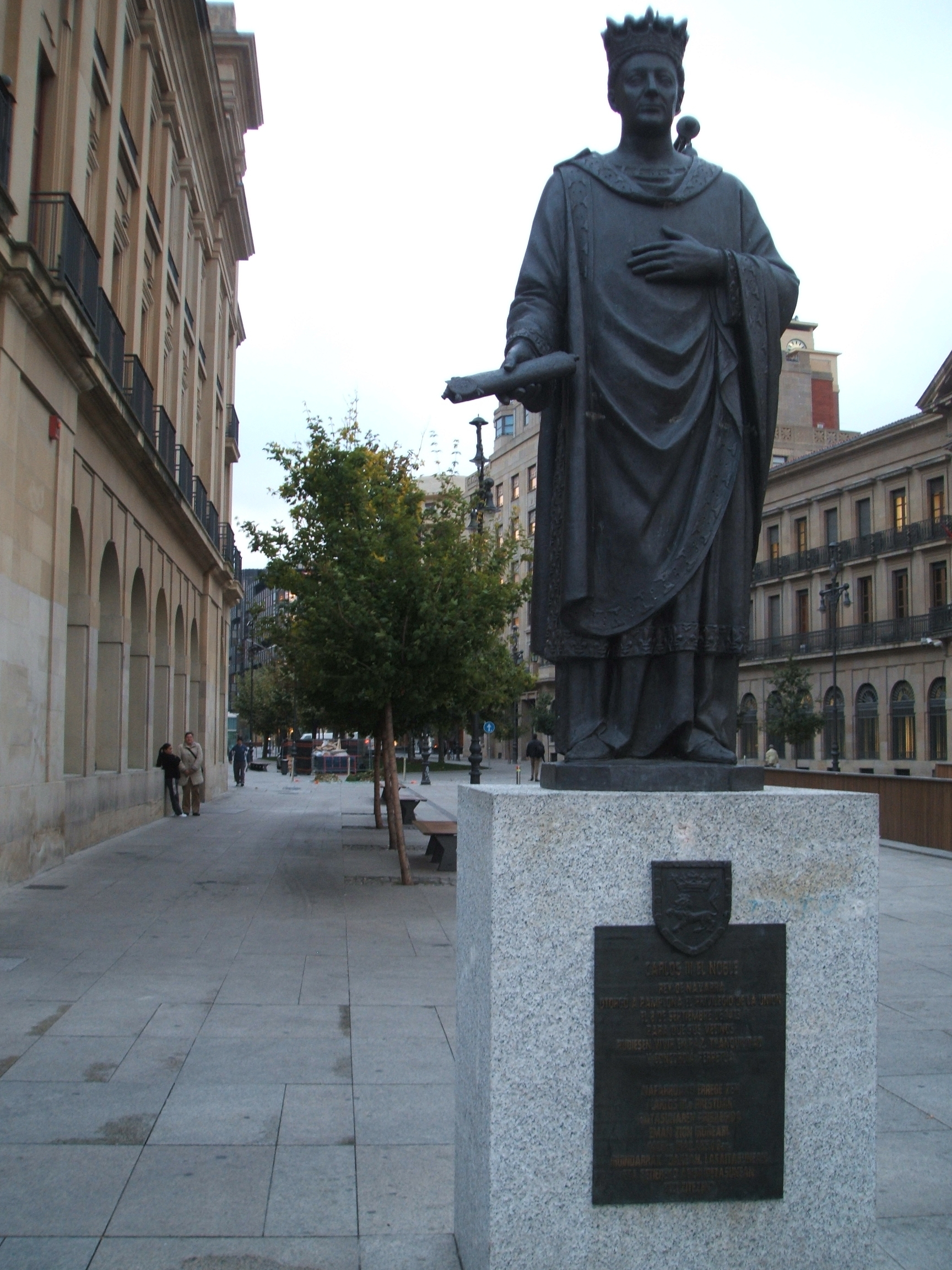
Monumento a Carlos III el Noble al principio de la avenida
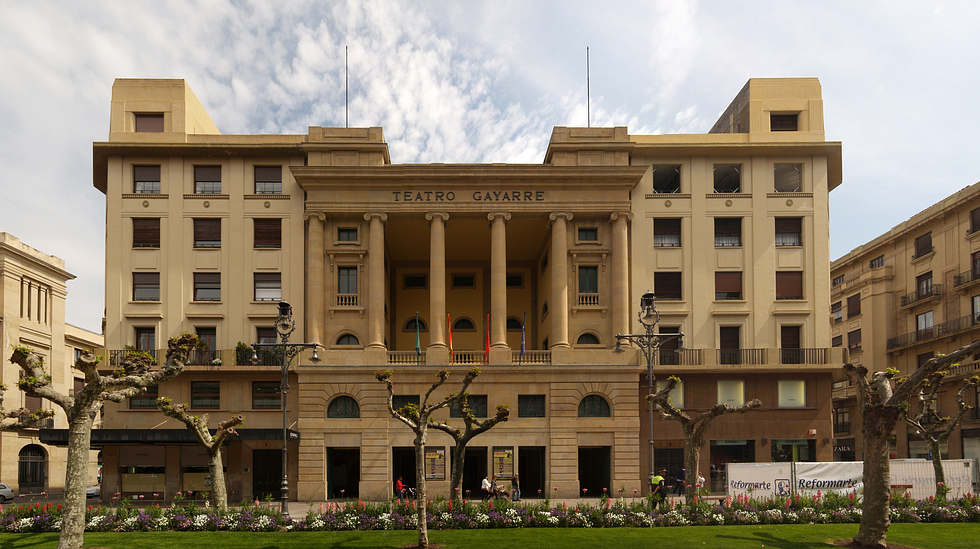
Teatro de Gayarre
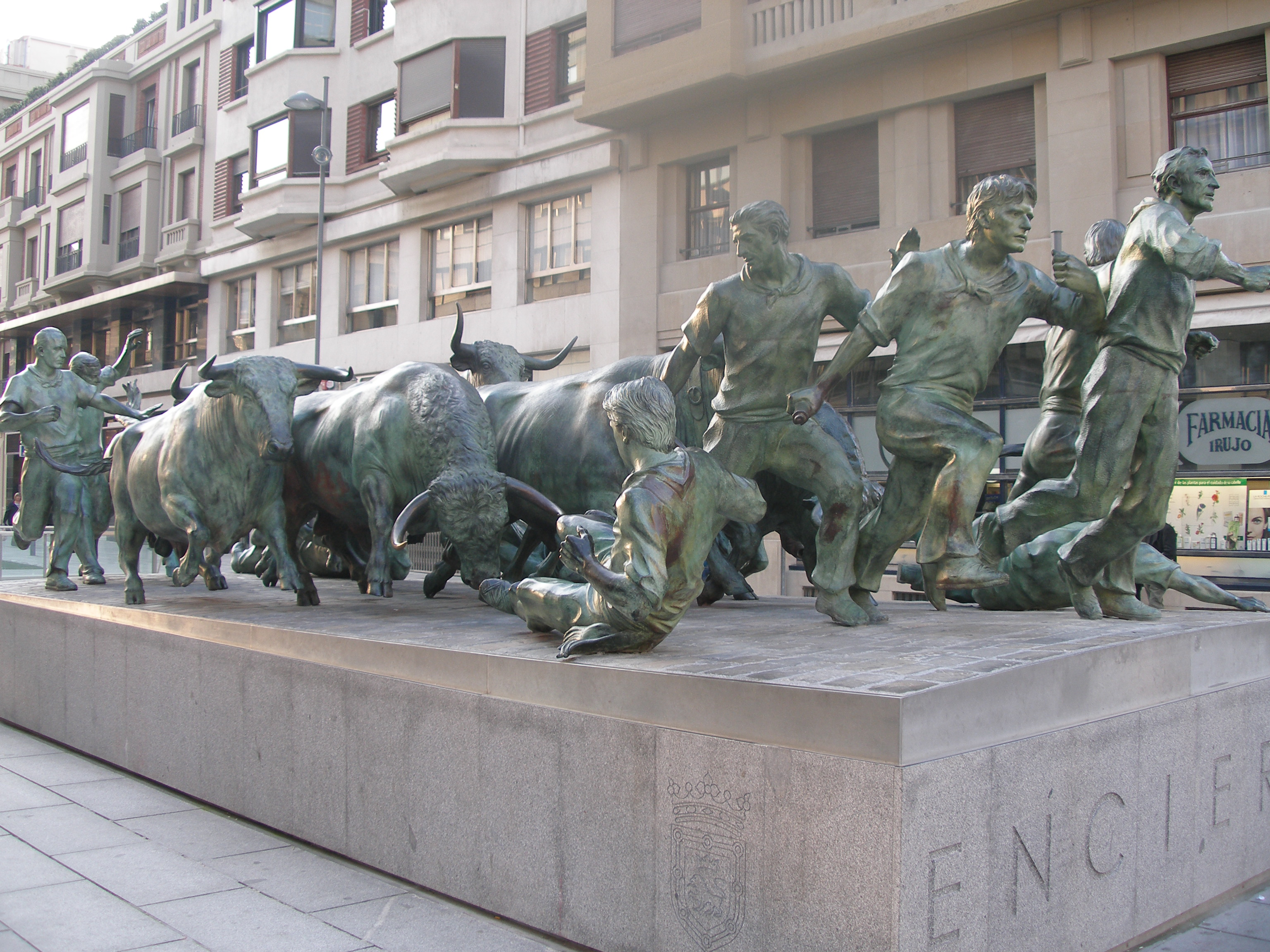
Monumento al Toro
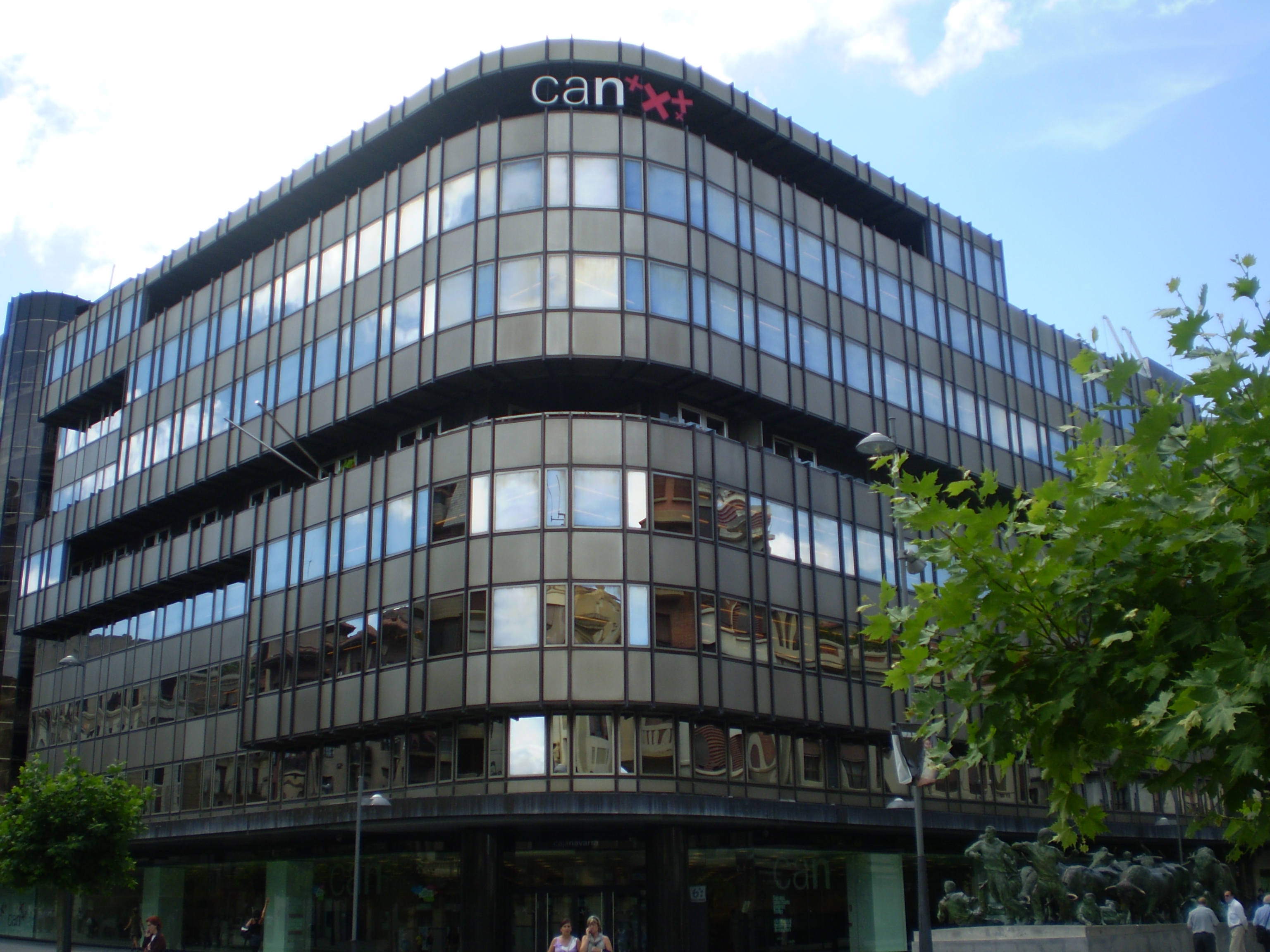
Antigua sede de la Caja de Ahorros de Navarra
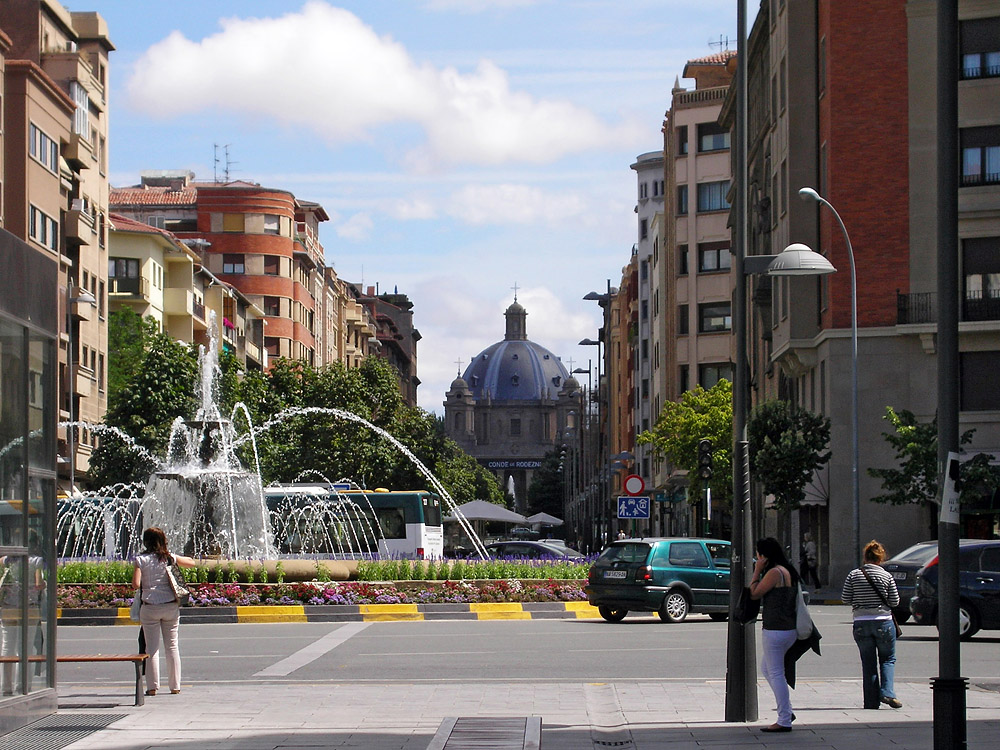
Plaza Merindades
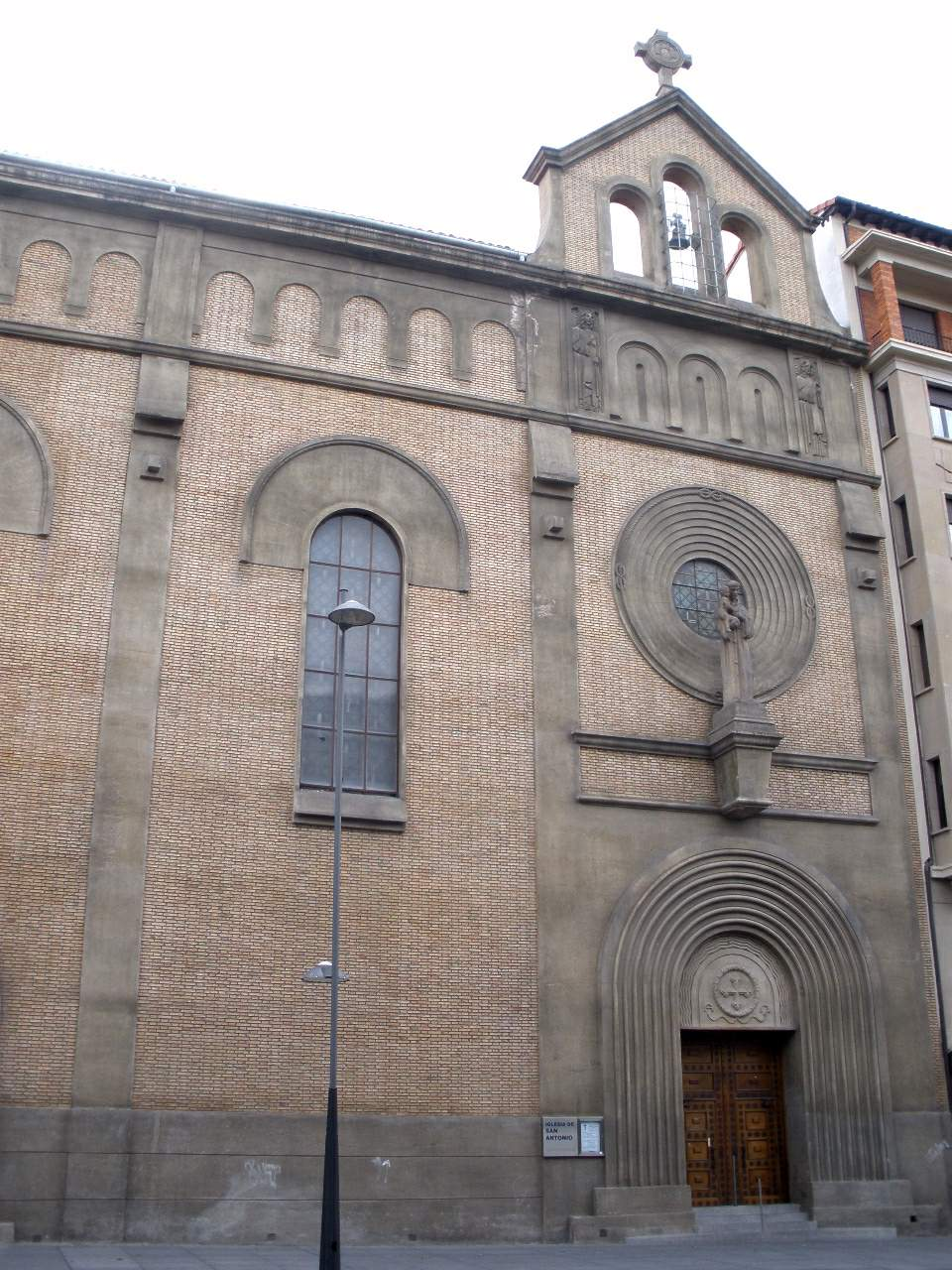
Iglesia de San Antonio.
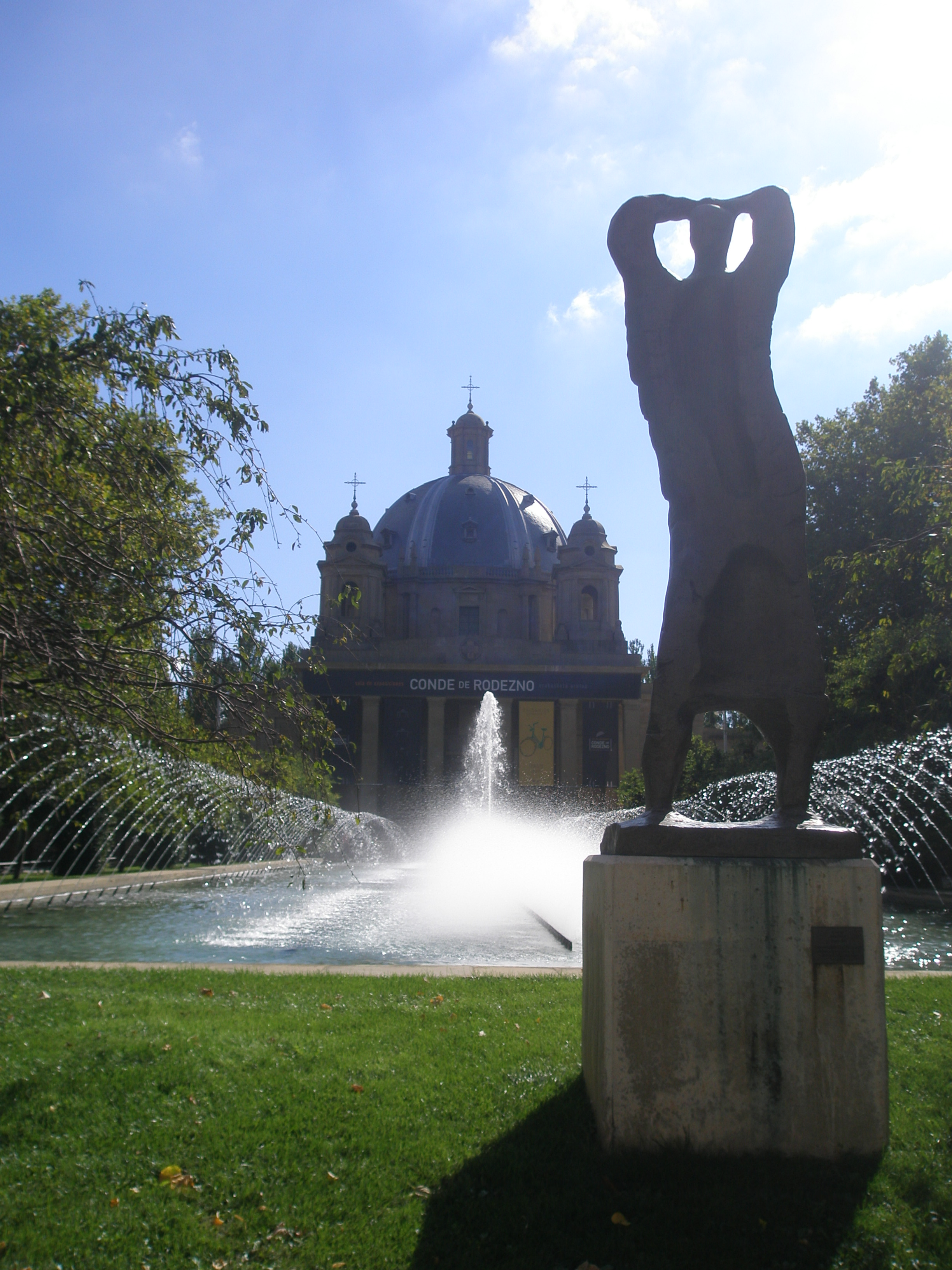
Monumento a los Caídos